# Paulo Vítor (calciatore 1988)
Paulo Vítor Fagundes dos Anjos, noto semplicemente come Paulo Vítor (São Mateus, 21 novembre 1988), è un calciatore brasiliano, portiere dell'Al-Okhdood.

## Carriera
Il 27 agosto 2017 è entrato nell'elenco dei portieri goleador, segnando la seconda rete della partita di Segunda Liga vinta per 3-0 contro il Penafiel.

## Statistiche

### Presenze e reti nei club
Statistiche aggiornate al 14 novembre 2022.
| Stagione        | Squadra         | Campionato      | Campionato | Campionato   | Coppe nazionali | Coppe nazionali | Coppe nazionali | Coppe continentali | Coppe continentali | Coppe continentali | Altre coppe | Altre coppe | Altre coppe | Totale | Totale  |
| Stagione        | Squadra         | Comp            | Pres       | Reti         | Comp            | Pres            | Reti            | Comp               | Pres               | Reti               | Comp        | Pres        | Reti        | Pres   | Reti    |
| --------------- | --------------- | --------------- | ---------- | ------------ | --------------- | --------------- | --------------- | ------------------ | ------------------ | ------------------ | ----------- | ----------- | ----------- | ------ | ------- |
| gen.-giu. 2016  | Varzim          | SL              | 4          | -3           | CP+CdL          | -               | -               | -                  | -                  | -                  | -           | -           | -           | 4      | -3      |
| 2016-2017       | Varzim          | SL              | 35         | -34          | CP+CdL          | 0+2             | 0 + -2          | -                  | -                  | -                  | -           | -           | -           | 37     | -36     |
| 2017-2018       | Varzim          | SL              | 38         | 1; -41       | CP+CdL          | 0+1             | 0 + -2          | -                  | -                  | -                  | -           | -           | -           | 39     | 1; -43  |
| lug.-ago. 2018  | Varzim          | SL              | 3          | -2           | CP+CdL          | 0+2             | 0 + -4          | -                  | -                  | -                  | -           | -           | -           | 5      | -6      |
| Totale Varzim   | Totale Varzim   | Totale Varzim   | 80         | 1; -80       |                 | 5               | -8              |                    | -                  | -                  |             | -           | -           | 85     | 1; -88  |
| ago. 2018-2019  | Rio Ave         | PL              | 1          | -1           | CP+CdL          | 0+2             | 0 + -4          | -                  | -                  | -                  | -           | -           | -           | 3      | -5      |
| 2019-2020       | Rio Ave         | PL              | 0          | 0            | CP+CdL          | 4+4             | -3 + -4         | -                  | -                  | -                  | -           | -           | -           | 8      | -7      |
| Totale Rio Ave  | Totale Rio Ave  | Totale Rio Ave  | 1          | -1           |                 | 10              | -11             |                    | -                  | -                  |             | -           | -           | 11     | -12     |
| 2020-2021       | Chaves          | SL              | 31         | -31          | CP              | 0               | 0               | -                  | -                  | -                  | -           | -           | -           | 31     | -31     |
| 2021-2022       | Chaves          | SL              | 30+2       | -29 + -1     | CP+CdL          | 1+0             | -2 + 0          | -                  | -                  | -                  | -           | -           | -           | 33     | -32     |
| 2022-2023       | Chaves          | PL              | 13         | -16          | CP+CdL          | 0               | 0               | -                  | -                  | -                  | -           | -           | -           | 13     | -16     |
| Totale Chaves   | Totale Chaves   | Totale Chaves   | 74+2       | -76 + -1     |                 | 1               | -2              |                    | -                  | -                  |             | -           | -           | 77     | -79     |
| Totale carriera | Totale carriera | Totale carriera | 155+2      | 1; -157 + -1 |                 | 16              | -21             |                    | -                  | -                  |             | -           | -           | 173    | 1; -179 |